# La saga de Atlas & Axis
La Saga de Atlas & Axis es una serie de historietas de aventuras creada por el español Pau desde 2010, la cual está protagonizada por dos perros antropomorfos.

## Trayectoria editorial
El primer tomo se publicó en septiembre de 2011 en francés (Ankama Éditions) y español (Dibbuks), y le han seguido ediciones en holandés (Dark Dragon Books), italiano (Tunué) y polaco (Timof i cisi wspólnicy), siendo la primera obra internacional de Pau.

## Argumento y personajes
Una de las particularidades de la saga es que sus protagonistas, a pesar de hablar y marchar sobre las patas traseras, no dejan de ser perros y actúan como tales, oliendo rastros, royendo huesos, orinando con la pata levantada, durmiendo en forma de bola, y persiguiendo ovejas, por ejemplo.
En el primer tomo, los protagonistas deciden ir en busca de los supervivientes de su poblado tras un ataque de los Norcandos. En el camino conocen a Miel, una osa tabernera que les acoge y ayuda.
En el segundo, tras volver del norte, se dirigen al este, en busca de pruebas de una legendaria raza que sería el eslabón perdido entre el lobo y el perro, para acabar con las discusiones entre creacionistas y evolucionistas.
El tercer tomo, esta vez hacia el oeste, en busca del legendario hueso saciante Khimera, está dedicado a la guerra y a un personaje carismático que resulta ser muy diferente de lo que parecía.

## Estilo
El estilo de dibujo, muy cartoon y dinámico, y los fantásticos colores, pueden hacer pensar que es una obra infantil, pero el tono de la historia es más bien para todos los públicos, incluso descarnado y cruel a veces, aunque manteniendo siempre un sentido del humor muy particular.

## Premios
A pesar de no haber ganado ningún premio, La saga de Atlas y Axis ha quedado finalista para importantes galardones europeos, como la selección oficial del Prix du FIBD Angoulême 2012, el premio BDGest en la categoría de mejor álbum juvenil 2012, finalista al mejor autor español del Salón Internacional del Cómic de Barcelona 2012, finalista al Premio Nacional de Cómic 2012, finalista al Grand Prix des lecteurs del Journal de Mickey 2013, y al premio de las escuelas del FIBD Angoulême 2014.